# Kiev Challenger 2004
Il Kiev Challenger 2004 è stato un torneo di tennis facente parte della categoria ATP Challenger Series nell'ambito dell'ATP Challenger Series 2004. Il torneo si è giocato a Kiev in Ucraina dal 30 agosto al 5 settembre 2004 su campi in terra rossa.

## Vincitori

### Singolare
Nicolás Almagro ha battuto in finale  Jiří Vaněk con il punteggio di 4–6, 6–3, 6–2

### Doppio
Albert Portas /  Sergio Roitman hanno battuto in finale  Igor' Kunicyn /  Jurij Ščukin con il punteggio di 6–1, 6–1